# Joel Milburn
Joel Milburn, född den 17 mars 1986, är en australisk friidrottare som tävlar i kortdistanslöpning.
Milburn deltog vid Olympiska sommarspelen 2008 där han tävlade på 400 meter men blev utslagen i semifinalen. Vid VM 2009 blev han åter utslagen i semifinalen på 400 meter. Vid samma mästerskap ingick han i det australiska stafettlaget på 4 x 400 meter. Laget slutade på tredje plats efter USA och Storbritannien.

## Personliga rekord
- 400 meter - 44,80 från 2008